# NGC 2486
NGC 2486 è una vasta galassia a spirale situata nella costellazione dei Gemelli, a una distanza di circa 233 milioni di anni luce dalla nostra Via Lattea.

## Scoperta
La galassia è stata scoperta il 7 novembre 1864 dall'astronomo tedesco Albert Marth.

## Descrizione
NGC 2486 ha una classe di luminosità I e presenta una larga riga a 21 cm dell'idrogeno neutro.
Secondo il database SIMBAD, NGC 2486 è una galassia attiva del tipo Seyfert 2.

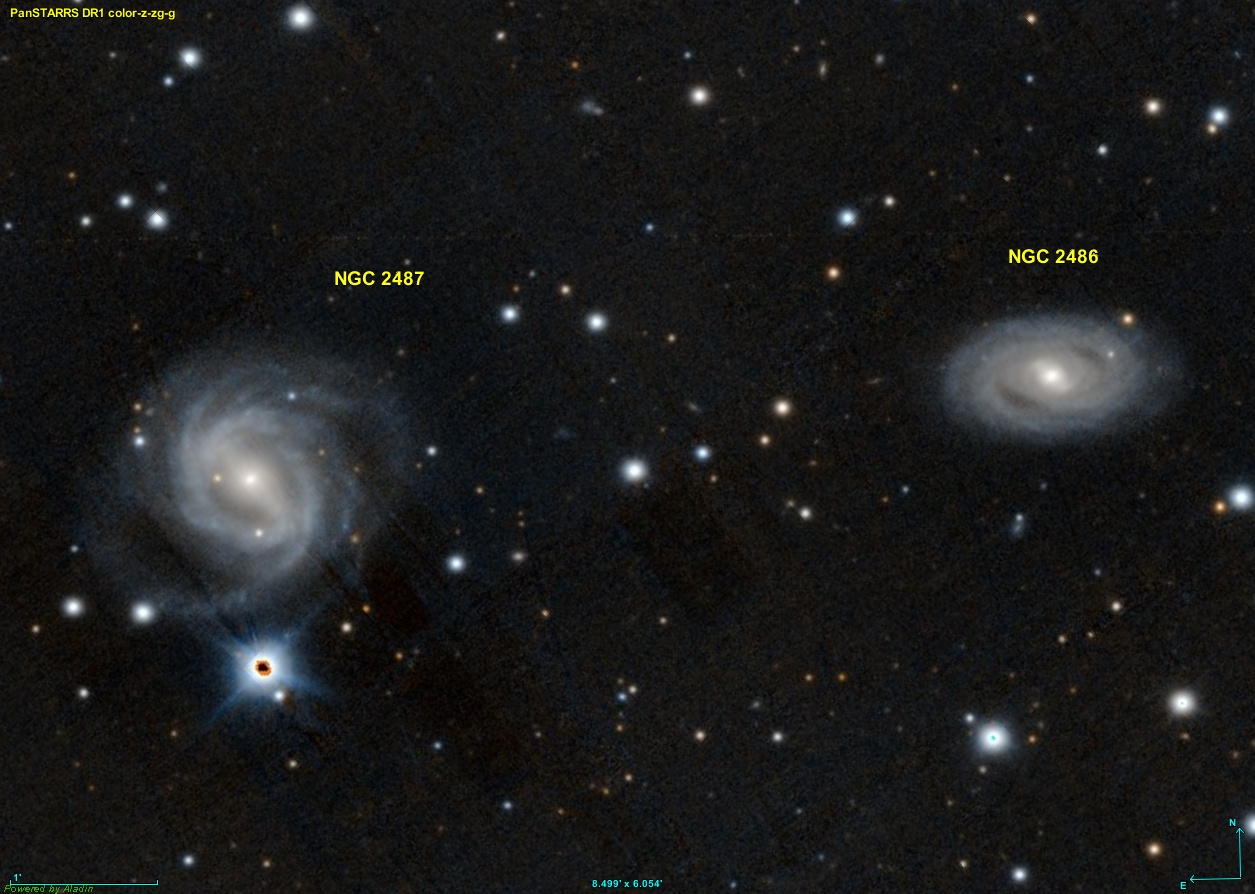
NGC 2486 e NGC 2487 formano una coppia di galassie, ma nelle immagini non è visibile alcuna forma di deformazione reciproca dovuta all'interazione gravitazionale.

## Gruppo di NGC 2487
NGC 2486 fa parte di un gruppo di galassie che comprende almeno 4 membri, il Gruppo di NGC 2487. Oltre a NGC 2486 e NGC 2487, le altre due galassie del gruppo sono NGC 2498 e UGC 4099.